# Culture d'Haïti

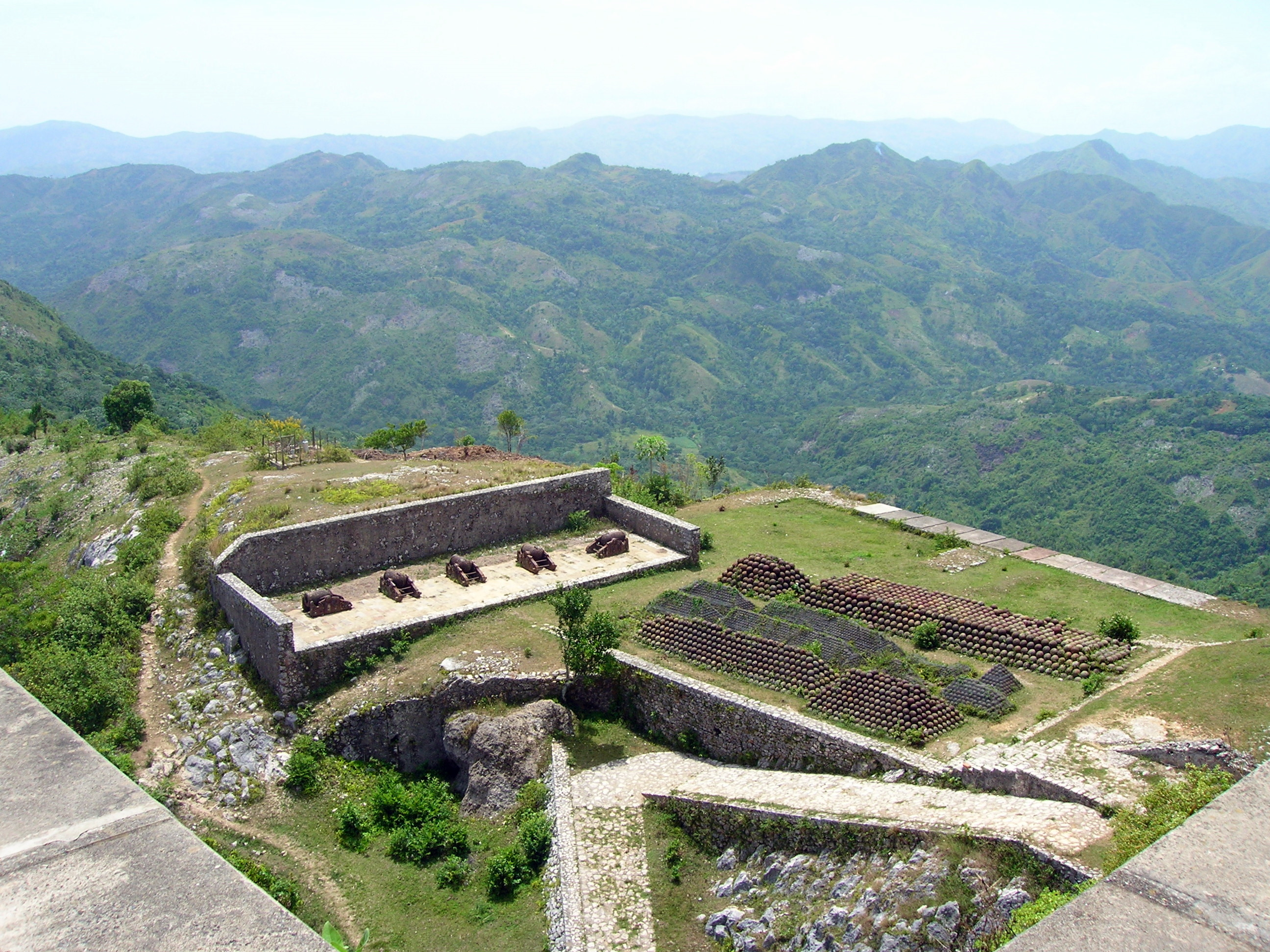
Citadelle La Ferrière

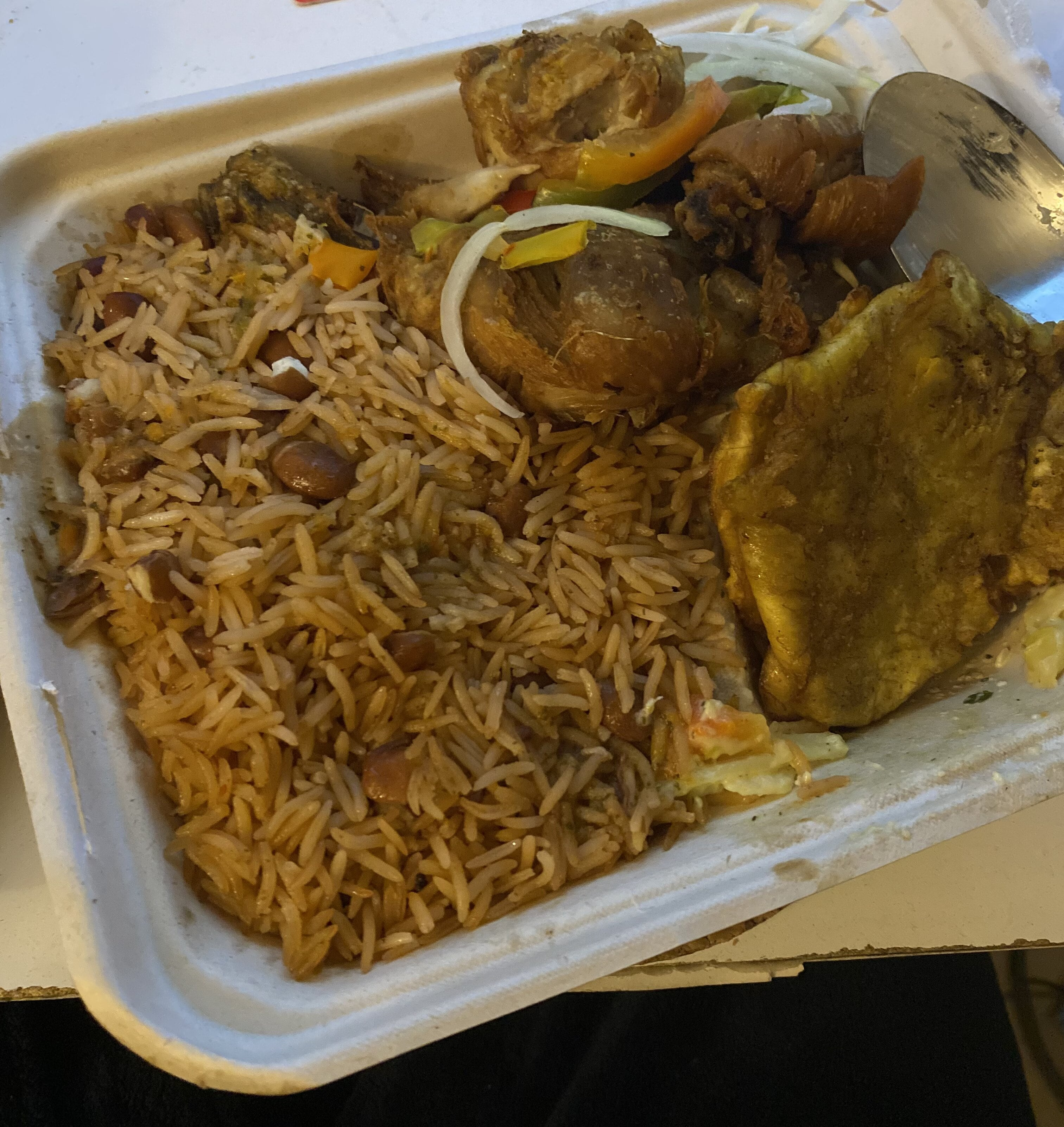
L'un des plats principaux et populaires du pays

La culture d'Haïti est un mélange éclectique d'éléments africains, taïnos et européens, dû à la colonisation française de Saint Domingue et à l'importante population africaine réduite en esclavage, comme en témoignent la langue, la musique et la religion haïtiennes de ses 11 millions d'habitants (en les années 2020).

## Peuples et langues

### Langues
Haïti a deux langues officielles, le créole haïtien parlé par 98 % de la population et le français haïtien parlé par entre 2 et 18 % de la population. À cause de la proximité avec des pays anglophones et hispanophones, une partie parle ou utilise  l'anglais ou l'espagnol parlé par 5 % de la population.

### Ethnicités
- Amérindiens des Antilles, peuples caraïbes : Taïnos, Kalinago
- Esclavage en Haïti, Marronnage (Marrons)
- Gens de couleur libres, Affranchis, Engagisme (Engagés)
- Mulâtres haïtiens (en)
- Afro-américains d'Haïti (en)
- Américains d'Haïti (en)
- Arabes haïtiens (en) d'origine libanaise, syrienne, palestinienne
- Indo-haïtiens (en)
- Sino-haïtiens (en)
- Germano-haïtiens (en)
- Italo-haïtiens (en)
- Franco-haïtiens, Immigration française en Haïti
- Polono-haïtiens
- Histoire de la nationalité et de la citoyenneté en Haïti (en)
- Blancs haïtiens (en)
- Diaspora haïtienne
  - Diaspora haïtienne en France, Communauté haïtienne au Canada ((Communauté haïtienne du Québec)
  - Haïtiano-Américains, Communauté haïtienne en République dominicaine

## Symboles
- Drapeau d'Haïti
- Armoiries d'Haïti
- La Dessalinienne, hymne national

## Traditions
- Religion en Haïti
  - Christianisme en Haïti (en)
  - Islam en Haïti (en)
  - Baha'isme en Haïti (en)
  - Histoire des juifs en Haïti (en)
  - Vaudou haïtien, Potomitan, Oufo, Vévé, Bain de chance
    - Art vodou en Haïti (en)
    - (Palo Mayombe)
- Carnaval d'Haïti, Mardi gras

## Croyances
- Mythologie haïtienne
- Zombie
- Hoodoo (croyance)

## Célébrations
- 1er janvier : indépendance d'Haïti (1er janvier 1804, jour férié) ;
- 2 janvier : Jour des Aïeux (jour férié).
- 12 janvier : Commémoration du tremblement de terre qui a dévasté Port-au-Prince, Leogane ; l'Ouest et le Sud-Est d'Haïti (Jacmel).(Jour Férié)
- 1er mai : Jour de l'Agriculture et du Travail (jour férié)
- 18 mai : Création du Drapeau Haïtien à l'Arcahaie par Dessalines, le libérateur de Haïti qui arrachait le blanc du drapeau Français et faire recoudre le bleu rapproché du rouge par Catherine Flon, un nom retenu dans l'histoire d'Haïti. C'est aussi le jour de l'Université. Mai 1803, (jour férié)
- 17 octobre Commémoration de la mort de l'Empereur Jean-Jacques Dessalines le Grand assassiné au Pont-Rouge (Nord de Port-au-Prince) par ses soldats (Gabar et Guérin) sous la dictée des Généraux Henry Christophe et Alexandre Pétion, les plus cités. Mutilé, ses restes ont été ramassés par une femme connue sous le nom Défilée que l'histoire taxait de folle pour les amener dans un sac au cimetière Saint Anne de Port-au-Prince. Octobre 1806, (jour férié
- 18 novembre : bataille de vertière (jour férié)

- Fêtes et jours fériés à Haïti

## Société
- Liste de personnalités d'origine haïtienne
- Concours de beauté en Haïti
- Classes sociales en Haïti (en)

### Éducation
- Système éducatif en Haïti
- Liste des établissements scolaires d'Haïti
- Universités en Haïti, dont Université d'État d'Haïti
  - Liste des universités en Haïti
- Institut français en Haïti

### État
- Liste des guerres d'Haïti
- Liste des révolutions haïtiennes
- Liste des chefs d'État haïtiens
- Liste de massacres en Haïti (en)

## Cuisine

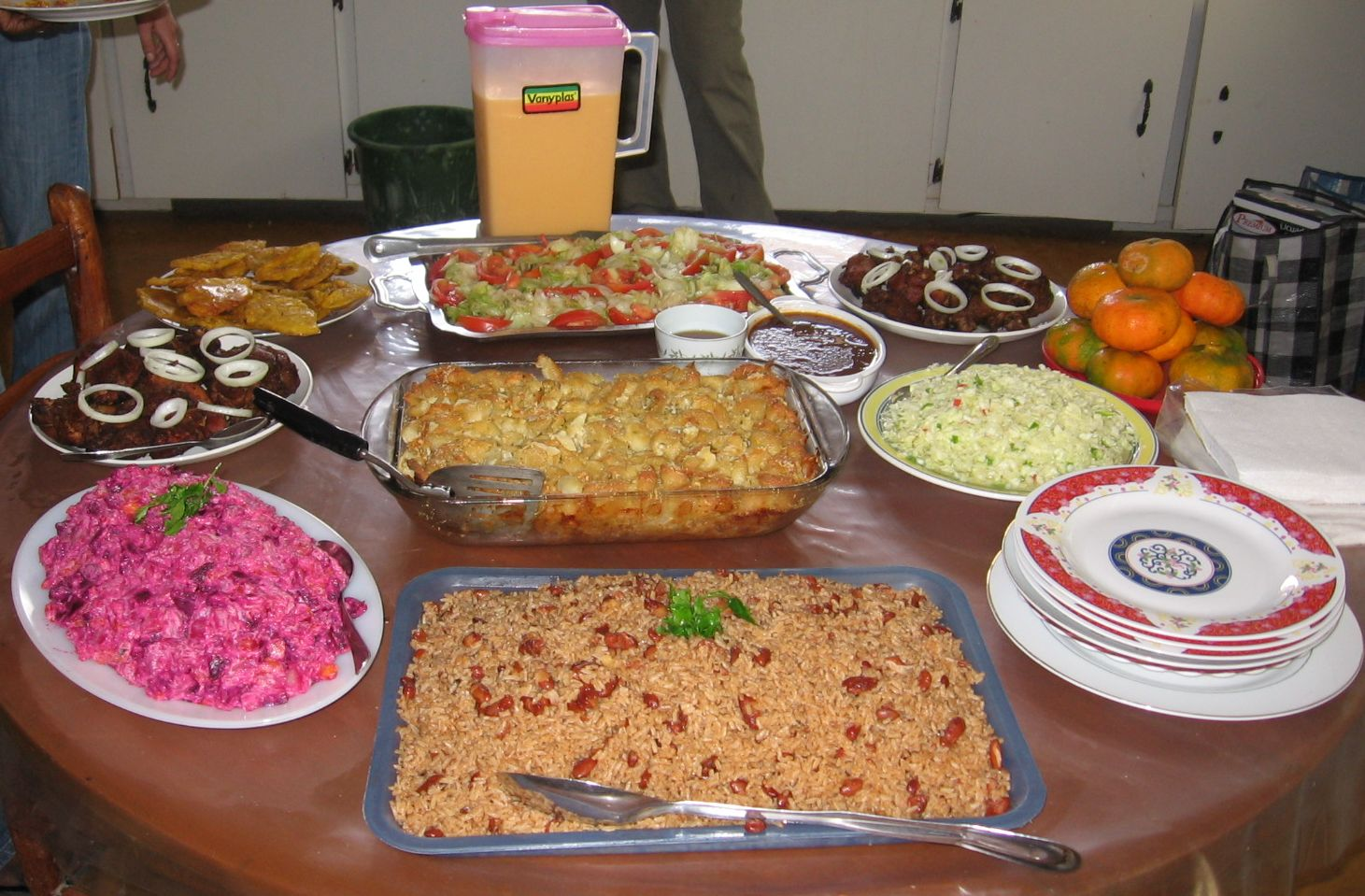
Cuisine haïtienne

La cuisine haïtienne vient de la fusion des saveurs des peuples qui ont habité le pays ainsi que des plats caribéens comme le riz national (avec des haricots) ou la banane pesée (bananes vertes frites).
Les influences françaises, présentes dans leur cuisine, mais elles sont surtout représentatives de leur situation dans les Caraïbes. Ils ont cependant leur propre saveur en raison de l'absence d'influence espagnole par rapport aux autres îles des Caraïbes. Le style de cuisine utilisé est principalement créole et comprend une forte utilisation de poivre dans la majorité de leurs plats. L'amidon est l'un des principaux aliments de base, et de nombreux plats comprennent des pommes de terre, du riz, du maïs, des haricots et des bananes plantains.
- Cassave, galette à base de farine de manioc
- Soupe joumou
- Maggi
- Pikliz
- Patacón ou toston, beignet de banane plantain
- Tomtome, tchaka, akasan haïtien, boulettes de bœuf haïtiennes, rapadou, différents "tablèt", tonmtonm, sanmsanm.
- Accras, acra de malanga haïtien
- Lalo haïtien[2]
- Djon djon (en), champignon noir, Diri ak djon djon (en) avec riz
- Pâté haïtien ou patty
- Porc créole

### Boissons
- Liste de boissons non alcoolisées de Haïti (en)
- Crémas
- Bière Prestige
- Clairin, Rhum agricole, Rhum Barbancourt, Rhum Bacara[3]
- Ti-punch, Punch
- Festival du Rhum Haiti (en)

## Santé
- Santé en Haïti (en), Santé en Haïti (rubriques)
- Eau potable et assainissement en Haïti, DloHaiti (en)
- Hôpitaux en Haïti, Liste des hôpitaux de Haïti
- Médecins haïtiens, dont Jacques Stephen Alexis (1922-1961)
- Sida en Haïti
- Épidémie de choléra en Haïti (2010)

## Savoir traditionnel
L'ethnographe Jean Price Mars, a écrit un livre « So spoke the uncle » (en français Ainsi parla L'oncle), qui parle du savoir traditionnel et plaide en faveur d'un plus grand respect et d'une plus grande appréciation de la culture paysanne, d'origine africaine et essentiellement orale. Depuis lors, de nombreux auteurs et penseurs documentent la richesse et la complexité du savoir traditionnel du pays, que ce soit dans son approche de l'éducation et de la moralité, l'architecture et la construction ou la botanique et la médecine.

## Sport
- Sport en Haïti (rubriques)[5]
- Haïti aux Jeux olympiques
- Haïti aux Pan American Games (en) ou Jeux panaméricains (1951)
- Personnalités haïtiennes liées au sport
- Liste de sportifs haïtiens (en)

Le football est le sport le plus populaire du pays, bien que le basket-ball gagne en popularité.

## Média
- Média en Haïti (en)
- Télécommunications en Haïti
- Liste de journaux en Haïti
- Radio en Haïti
- Télévision en Haïti, dont Télévision nationale d'Haïti
- Journalistes haïtiens

## Littérature

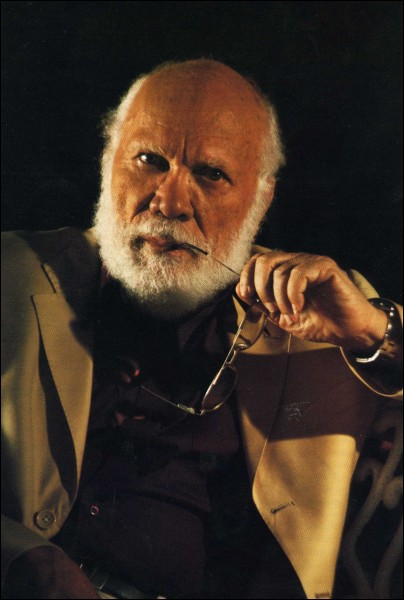
Frankétienne, poète, dramaturge, peintre, musicien, chanteur et enseignant

La plupart de la littérature haïtienne est écrite en langue française. De plus en plus d'auteurs n'écrivent plus en langue créole. Parmi les écrivains de la diaspora haïtienne se trouvent également des auteurs de langue anglaise (comme Edwidge Danticat) et de langue espagnole (comme Micheline Dusseck).
Les auteurs haïtiens de réputation internationale comprennent les noms de Jean Price Mars, Jacques Roumain, Marie Vieux-Chauvet, Jacques Stephen Alexis, René Depestre, Jean Métellus et l'homme-total (peintre, dramaturge, écrivain), Frankétienne. Ainsi que Dany Laferrière (romancier, scénariste) qui a quitté Haïti pour Montréal en 1976 (Comment faire l'amour avec un nègre sans se fatiguer, 1985), Émile Ollivier, Louis-Philippe Dalembert (poète, romancier, auteur de Le crayon du bon Dieu n'a pas de gomme, 1996), Marie-Célie Agnant, Jean-Robert Léonidas...
Dans la littérature haïtienne, le conte traditionnel tient une place à part, notamment à travers les récits d'origine africaine que les esclaves ont rapportés avec eux lors du commerce triangulaire. Les contes de Bouqui et Malice font partie du patrimoine culturel d'Haïti. L'écrivain haïtien Alibée Féry fut le premier à transcrire ces contes traditionnels.
- Archives nationales d'Haïti
- Bibliothèque nationale d'Haïti
- Institut français en Haïti
- Liste d'écrivains haïtiens
- Écrivains haïtiens

## Artisanats
- Arts appliqués, Arts décoratifs, Arts mineurs, Artisanat d'art, Artisan(s), Trésor humain vivant, Maître d'art
- Artisanats par pays
- Artistes par pays

### Vêtements
- Tenue de quadrille (en)
- Josiane C. Paillière, broderie

### Bijouterie
- Daphnée Karen Floréal[7],[8]

### Céramique
- Jean-Claude Garoute (1935-2006)
- Jean-Hilaire Polycarpe, Serge Gay

### Mobilier
- Dodine : chaise à bascule, rocking chair

## Arts visuels
- Arts visuels, Arts plastiques, Art brut, Art urbain
- Art haïtien (en)
- Artistes haïtiens
- Liste d'artistes haïtiens
- Ghetto Biennale (en) depuis 2009
- Les Ateliers Jérôme[9]

### Peinture
La peinture a toujours été une forme d'expression traditionnelle en Haïti, comme en témoignent les décorations murales et les illustrations d'inspiration religieuse, dont certaines remontent au XVIIIe siècle. Si les milieux cultivés privilégient, au cours des XVIIIe et XIXe siècles, le style académique, les artistes populaires créent des œuvres qui se distinguent par l'usage des couleurs et des aplats, et par des thèmes mystiques et traditionnels. Au milieu du XXe siècle, émerge le style des « naïfs haïtiens », salués par les intellectuels européens, et le courant des peintres vaudous. Les peintures haïtiennes sont aussi une manière de montrer nos sentiments.
- Peintres haïtiens
- Jean-Michel Basquiat (1960-1988) est de mère portoricaine et de père haïtien

L'art haïtien se caractérise par des couleurs éclatantes, une perspective naïve et un humour sournois. Les gros aliments délectables et les paysages luxuriants sont les sujets favoris de ce pays. Le marché est l'activité la plus sociale de la vie rurale et occupe une place importante dans les sujets. Les animaux de la jungle, les rituels, les danses et les dieux évoquent le passé africain.
Les artistes peignent également des fables. Les gens sont déguisés en animaux et les animaux sont transformés en personnes. Les symboles prennent une grande signification. Par exemple, un coq représente souvent Aristide et les couleurs rouge et bleu du drapeau d'Haïti, représentent souvent le Fanmi Lavalas.
De nombreux artistes se regroupent en écoles de peinture, comme l'école du Cap-Haïtien, qui présente des représentations de la vie quotidienne en ville, l'école de Jacmel, qui reflète les montagnes escarpées et les baies de cette ville côtière, ou l'école de Saint-Soleil, qui se caractérise par des formes humaines abstraites et est fortement influencée par le symbolisme vaudou.

### Sculpture
- Sculpteurs haïtiens
- Normil Charles (1871-1938)
- Georges Liautaud (1899-1991)[11]
- Gontran Rouzier (1908-1971)[12]
- Jason Seley (de) (1919-1983)
- Antonio Joseph (1921-2016)
- Hilda Wiliams (1924-1992), « pompier libre »[13]
- Gesner Abelard (1922-1982)
- Luckner Lazard (1928-1998)
- Gérard Fombrun (1931-)
- Fritz Laratte (1933-201c)
- Sacha Thébaud (en) (1934-2004)
- Jean-Claude Garoute Tiga (1935-2006)
- Gisou Lamothe (en) (1935-)
- Murat Brierre (1938-1988)
- Ludovic Booz (1940-2015)[14]
- Patrick Vilaire (1941-)
- Pierrot Barra (en) (1942-1999), artiste d'objets vaudou
- Jean-René Jérôme (1942-1991)
- Andrisson Fils-Aimé (1945?-2015)
- Bernard Séjourné (1945-1974)
- Lionel Saint-Éloi (1950-)[15],[16]
- Gabriel Bien-Aimé (1951-)
- Serge Jolimeau (1952-)
- Édouard Duval-Carrié (1954-)[17]
- André Juste (en) (1957-)
- Ti Pelen
- François Sanon
- Rozon Genet
- Jean-Brunel Rocklor (1963-)[18]
- Barbara Prézeau-Stephenson (1965-)
- Pascale Monnin (1974-)
- Osé Hermantin

### Architecture
- Institut de sauvegarde du patrimoine national (1979)
- Shotgun house
- Style gingerbread
- Citadelle La Ferrière
- Palais Sans Souci
- Parc historique de la Canne à Sucre
- Architectes
  - Léon Mathon (1873-1954)
  - Georges Baussan (1874-1958)
  - Albert Mangonès (1917-2002), Le Marron Inconnu
  - Arijac (en) (1937)
- Liste des cathédrales d'Haïti
- Lakou, type d'habitat ancien[19]

Les monuments les plus célèbres sont le Palais Sans Souci et la Citadelle La Ferrière, inscrits au patrimoine mondial. Situées dans le nord du Massif de la Hotte, dans l'un des parcs nationaux, les structures datent du début du XIXe siècle.
Jacmel, la ville coloniale qui est provisoirement acceptée comme site du patrimoine mondial, a subi d'importants dégâts lors du séïsme de 2010. 

### Photographie
- Thony Bélizaire (1955-2013), Edith Hollant, Elsie Suréna

## Arts de la scène
- Spectacle vivant, Performance, Art sonore

### Musique
La musique constitue une partie importante de la vie des Haïtiens. Les formes de cadences musicales sont variées. Le Kompa, la musique messagère, le Twoubadou, le zouk et le rythme racine forment le quatuor de base de la culture propre à l'île. Ces musiques connaissent des évolutions pour s'allier harmonieusement à des rythmes de rumba, de jazz ou de rock.
À côté de ces formes, les musiciens sont influencés par les rythmes des pays voisins : le merengue, mais aussi le hip-hop, le ragga ou le reggae. Si certains musiciens restent sur l'île, d'autres exportent leur art dans le monde, comme Ti Jack.
- Musique haïtienne
  - Rara, Kompa
- Choucoune ou Ti twazo, chanson (1893)
- Issa El-Saieh (1919-2005)
- Compositeurs haïtiens
- Chanteurs haïtiens
- Musiciens haïtiens par instrument
- Chefs d'orchestre haïtiens
- Festival international de jazz de Port-au-Prince (2007)
- Groupes de musique haïtiens
- Instruments de la musique haïtienne
- Rock haïtien (en)
- Musique racine
- Hip-hop haïtien
- Musiques antillaises, Musique des Antilles françaises
- Musique afro-caribéenne (en)
- Gospel haïtien (en)
- Liste de musiciens haïtiens (en)

### Danse
- Danses traditionnelles : Bamboula, Calinda, Kadans, Méringue (danse) école de danse Viviane GAUTHIER, ballet folklorique SORIN Emmanuel

### Théâtre
- Théâtre haïtien[22],[23]
- Théâtre populaire en Haïti[24] (1930-1980)
- Languichatte Théodore Beaubrun (1918-1998)
- René Philoctète (1932-1995)
- Frankétienne (1936-)
- Daniel Marcelin (1958-2018)[25],[26]>, Ayiti[27],[28] (avec Philippe Laurent)
- Dramaturges haïtiens

### Cinéma
L'historiographie haïtienne sur le cinéma reste limitée :
- numéro double de la revue de l'Institut Français d'Haïti « Conjonction », sorti en 1983, consacré au cinéma,
- livre d'Arnold Antonin, paru en 1983, à Caracas (Venezuela), Matériel pour une préhistoire du cinéma haïtien,
- article d'Arnold Antonin dans le livre de Guy Hennebelle[29] et Alfonso Gumucio Dagrón, Cinéma de l’Amérique latine (1981).

Les auteurs ont révélé par la suite qu’ils n’avaient pas pris le risque de citer Arnold Antonin dans leur bibliographie en raison de la répression de la dictature des Duvalier.
Le cinématographe fait son apparition en Haïti pratiquement en même temps que dans les autres pays du monde. Le 14 décembre 1899, un représentant du cinématographe Lumière, Joseph Filippi, de passage sur l'île, effectue la première projection publique au Petit séminaire. Le lendemain, il filme un incendie à Port-au-Prince.
On dispose encore, dans les archives américaines de la Bibliothèque du Congrès de Washington, de nombreuses séquences sur la période de l'occupation américaine de 1923-1934, représentant les actions des marines et les cérémonies officielles.
- Liste de films latino-américains (en)
- Liste de films caribéens
- Réalisateurs haïtiens
- Scénaristes haïtiens

### Autres scènes: marionnettes, mime, pantomime, prestidigitation
Les arts mineurs de scène, arts de la rue, arts forains, cirque, théâtre de rue, spectacles de rue, arts pluridisciplinaires, performances manquent encore de documentation pour le pays …
Pour le domaine de la marionnette, on relève : Arts de la marionnette en Haïti, sur le site de l'Union internationale de la marionnette (UNIMA).
- Carnavals en Haïti (en)

## Patrimoine
- Liste du patrimoine mondial en Haïti
- Aires protégées en Haïti
- Flore en Haïti
- Faune en Haïti

## Tourisme
- Tourisme en Haïti (en)
- Transport en Haïti
- Politique de visa en Haïti (en)
- Conseils aux voyageurs sur diplomatie.gouv.fr